# Glenea nigriceps
Glenea nigriceps là một loài bọ cánh cứng trong họ Cerambycidae.